# برج الماس
برج الماس ناطحة سحاب في مدينة دبي ارتفاعها 360 مترًا. بدأ تشييده في 2005 واكتمل البناء في 2009.
“برج الماس” في منطقة “جميرة ليك تاورز” الحرة هو عبارة عن ناطحة سحاب ذات ارتفاع هائل. بدأ العمل في هذا البرج في بداية العام 2005 واكتمل العمل فيه عام 2009 مع تركيب آخر لوحات الكسوة على قمة البرج. زاد ارتفاع البرج عن 360 متر خلال عام 2008، مما جعله ثالث أطول أبراج دبي بعد “أبراج إمارات بارك” و“برج خليفة”، ويتكون “برج الماس” من 74 طابقاً، 70 طابقاً منها عبارة عن طوابق تجارية بالإضافة إلى 4 طوابق مخصصة للخدمات.
يقع هذا البرج على جزيرة اصطناعية خاصة به في وسط منطقة “جميرة ليك تاورز” الحرة، وهو أطول برج من بين جميع الأبراج الموجودة في هذا المجمع الكبير والأنيق. تم تصميم هذا البرج من قبل شركة “أتكينز ميدل إيست” والتي كانت الشركة المسؤولية عن تصميم أغلبية الأبراج الموجودة في منطقة “جميرة ليك تاورز” الحرة، وتم بناء المشروع من قبل “تيسي كوبروشين” اليابانية في شراكة استراتيجية مع “الشركة العربية للإنشاءات”، حيث منحت هذه الشركة العقد من قبل الشركة المطورة، شركة “نخيل العقارية” عام 2005.
كان الجهة المالكة لهذا البرج، وهي “مركز دبي للسلع المتعددة” هي أول من انتقل إلى هذا البرج عام 2008، إلى جانب “بورصة دبي للألماس”، حيث انتقلت كلا الشركتين إلى هذا البرج الذي لم يكن قد فرش بعد خلال عام 2008. والآن، فإن هناك أعداد كبيرة من الشركات والجهات الرسمية والأهلية المحلية والعالمية التي تتخذ لها موقعاً في هذا البرج الذي يشكل عنواناً هاماً للأعمال التجارية المختلفة.
يضم “برج الماس” اليوم مجموعة من المرافق وإيجار مكاتب والتسهيلات التي تقدم تشكيلة واسعة من الخدمات للشركات المستأجرة فيه، بالإضافة إلى مجموعة هامة ومميزة وأساسية من الخدمات الموجهة لصناعة الألماس والأحجار الكريمة الملونة واللولو في المنطقة. فبالإضافة إلى “بورصة دبي للألماس”، يضم البرج أسماءً هامة في هذا المجال، مثل “نادي دبي للجواهر” و“بورصة دبي لللولو”  ومكاتب “عملية شهادة كيمبرلي”، بالإضافة إلى توفر وكالات النقل الآمن مثل شركات “برينكس” و“ترانسجارد”.
يقدم هذا البرج الضخم والفخم الكثير من الخدمات والتسهيلات للمكاتب الموجودة فيه، حيث تتضمن هذه الخدمات جميع التجهيزات الأساسية للمكاتب، من خدمات ماء وكهرباء واتصالات وإنترنت وخدمات تنظيف وصيانة وأمن وحماية. كما يوفر البرج غرف اجتماعات ومؤتمرات ومكاتب استقبال وخدمات سكرتاريا والكثير غيرها من الخدمات.
كما بأن هذا البرج يضم شركات وجهات ذات مستوى عالي من الحساسية والضرورة الأمنية، فإن طبيعة الخدمات الأمنية المتوفرة فيه تعتبر متميزة وفائقة مقارنة بالتجهيزات الأمنية والإجراءات المتبعة في غيره من الأبراج، مما يجعل “برج الماس” مكاناً مثالياً للشركات التي تحتاج إلى درجات عالية من الحماية والسرية والخصوصية في أعمالها، وفي حماية ممتلكاتها، مثل الشركات التي تتعامل بالقطع الذهبية الثمينة وما شابه ذلك.
وجود “برج الماس” في منطقة “جميرة ليك تاورز” الحرة يعني سهولة إتمام إجراءات التراخيص التجارية وغيرها من الإجراءات الرسمية ذات العلاقة بإنشاء المكاتب التجارية التابعة للشركات والجهات المختلفة. بالإضافة إلى وجود البرج في المنطقة القريبة من “شارع الشيخ زايد” المؤدي إلى العاصمة أبوظبي، وإلى كافة المواقع الهامة في دبي، مما يسهل عملية التنقل من وإلى البرج بالنسبة للزوار والموظفين.

## مواقع خارجية
- عقد تشييد البرج